# Château d'En-Haut de Joinville
Le château d'En-Haut de Joinville est un ancien château fort qui était situé sur la commune de Joinville, à 26 km au sud-est de Saint-Dizier et à 36 km au nord de Chaumont, dans le département de la Haute-Marne en région Grand Est. Il a été détruit peu après la Révolution française.

## Localisation

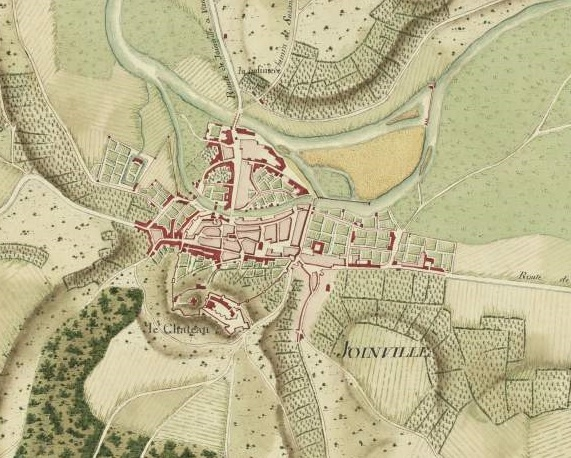
Joinville sur l'Atlas de Trudaine, datant de la deuxième moitié du XVIIIe siècle. Le château est situé en bas.

Le château est bâti sur colline surplombant le côté ouest de la ville, sur le bord de la rivière Marne.
Il est situé le long des anciennes routes reliant Saint-Dizier à Vignory et Joinville à Vaucouleurs.
Il est le siège de la seigneurie du même nom, dans l'ancien comté de Champagne, dont les seigneurs étaient vassaux.

## Historique

### Fondation
Le château de Joinville est fondé durant la première moitié du XIe siècle par Étienne de Vaux, premier seigneur de Joinville connu. Ce dernier est ainsi mentionné dans la chronique d'Albéric de Trois-Fontaines comme « Ipse Stephanus primus castrum de Jovevilla inchoavit ».
Par la suite, ses successeurs agrandissent et embellissent le château et en accroissent les fortifications.
Vers le milieu du XIIe siècle, Geoffroy III de Joinville fait élever près du château la collégiale Saint-Laurent, qui sert de chapelle castrale pour les seigneurs du lieu mais aussi ultérieurement de nécropole seigneuriale.

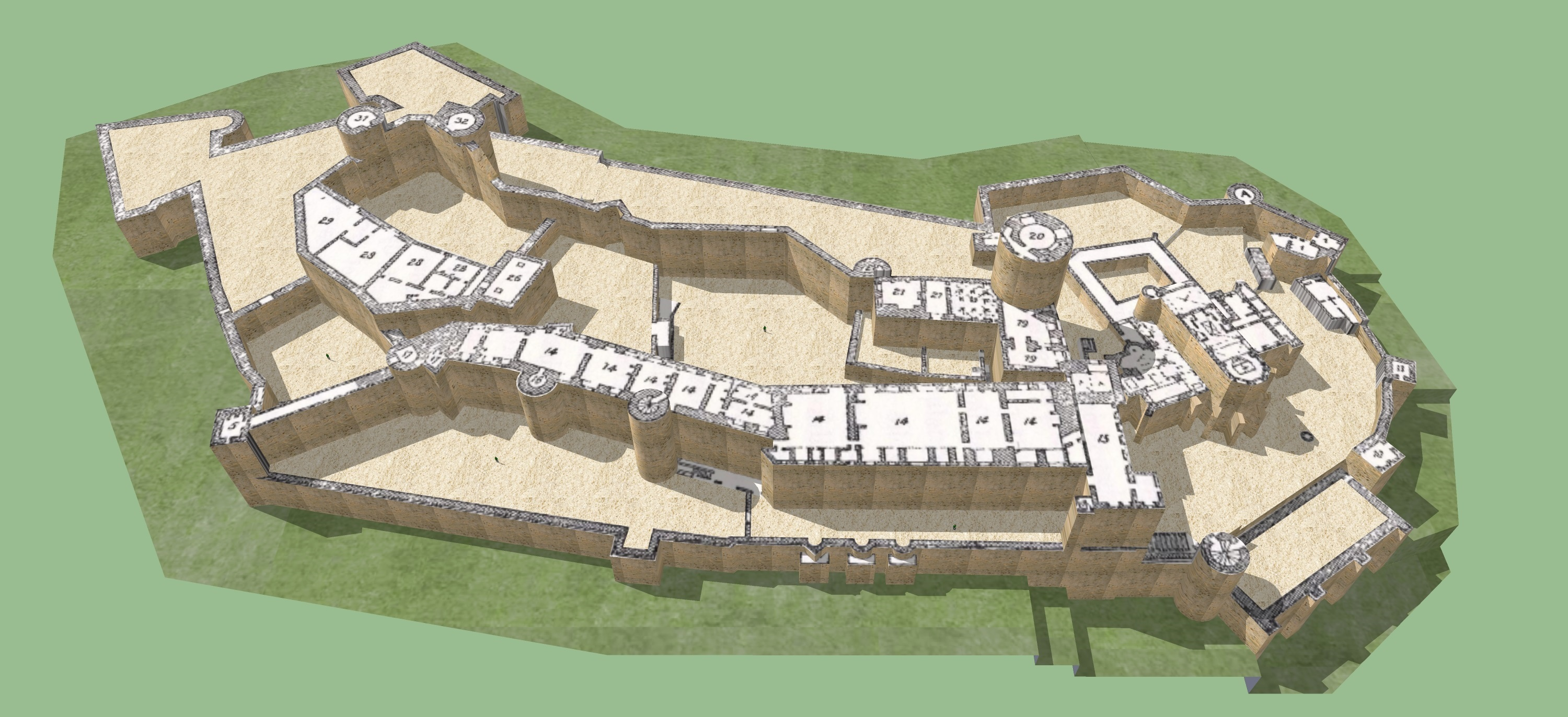
Schéma de restitution du château-fort de Joinville.

### Destruction

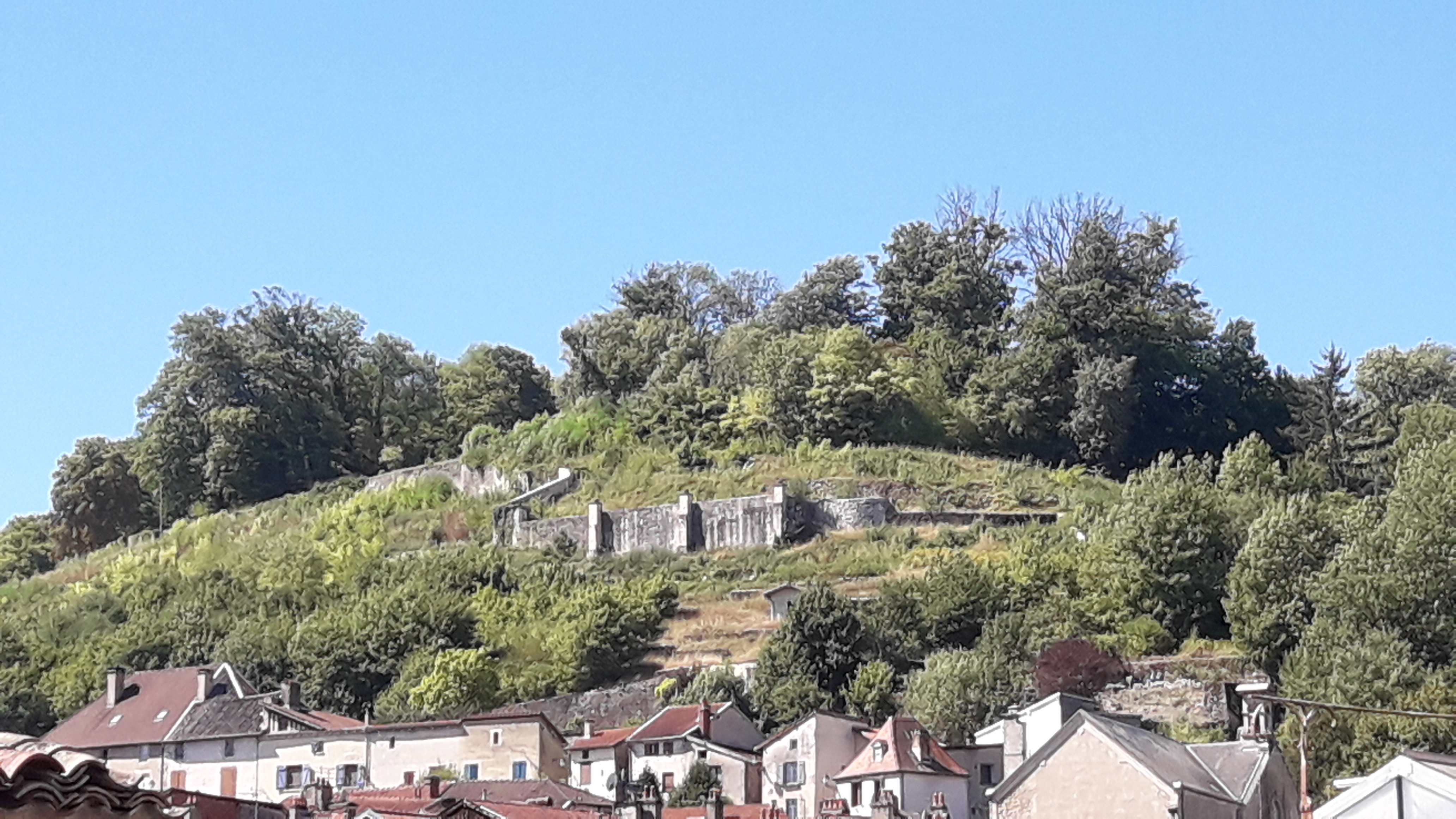
Vestiges de l'ancien château d'En-Haut.

À la suite de la Révolution française, le duc d'Orléans Philippe Égalité, alors seigneur de Joinville et père du futur Louis-Philippe Ier, dernier roi à avoir régné sur la France, fait vendre le 27 avril 1791 les bâtiments du château, à la condition que le futur acquéreur les ferait démolir, ce qui se réalise peu de temps après.
De nos jours, il ne reste plus que les vestiges d'anciens murs de fortifications, sur le bord de la colline.
Sur les cartes actuelles, la colline porte maintenant le nom de la Haute Motte, tandis que sur le cadastre le lieu-dit est nommé le Bastion.

## Galerie

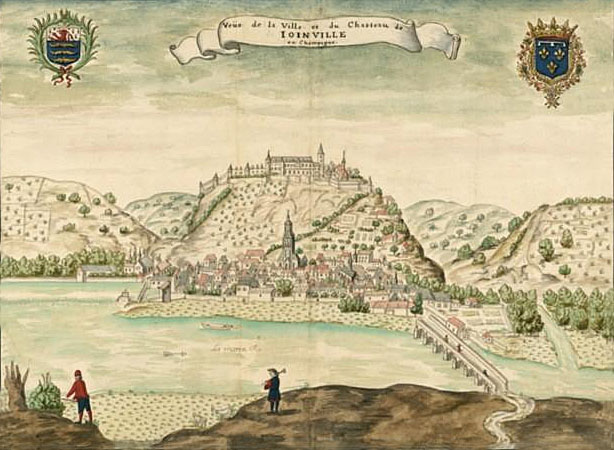
Vue de la ville et du château datant du XVIIe siècle.
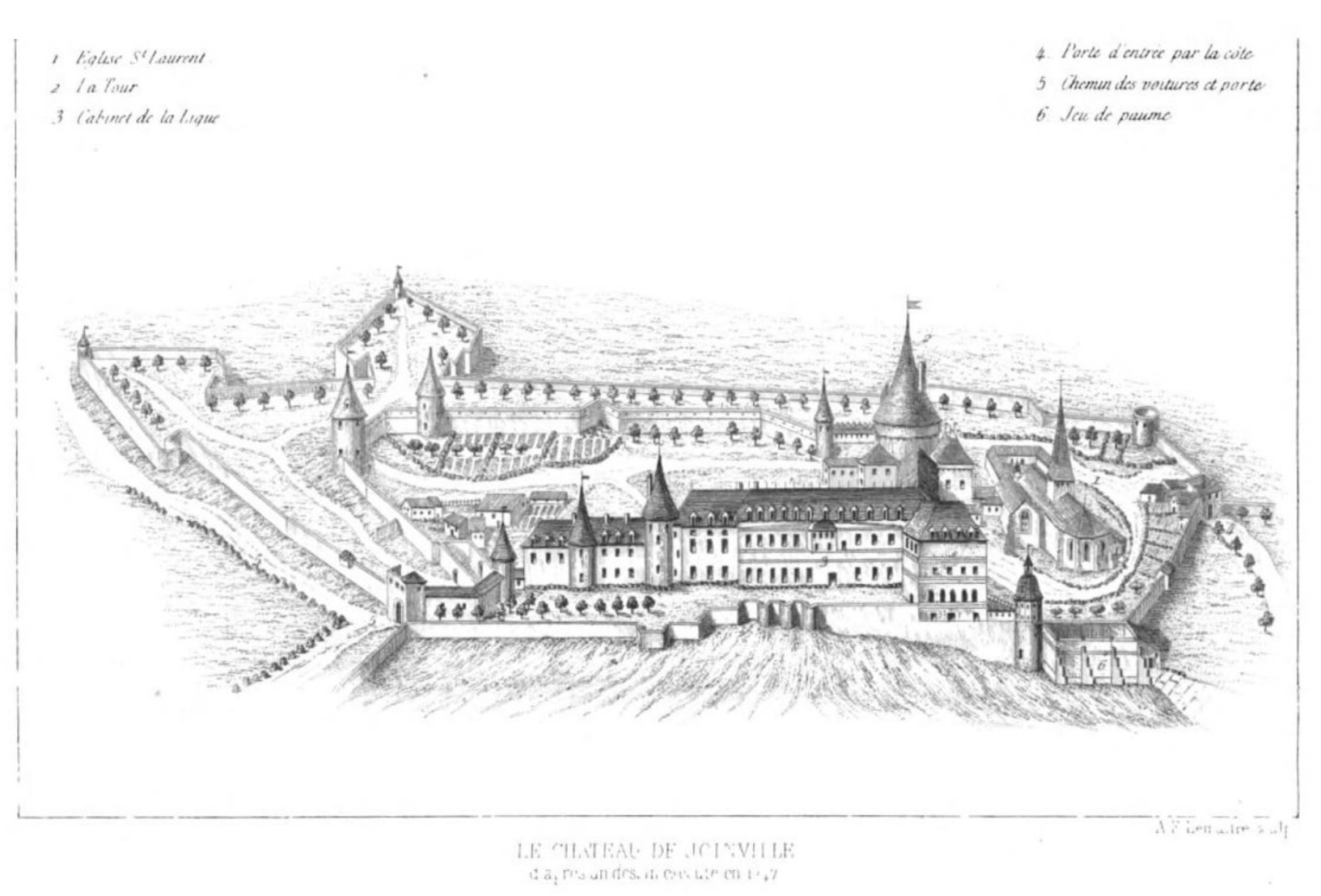
Dessin de la forteresse de Joinville tel qu'il pouvait être en 1747.
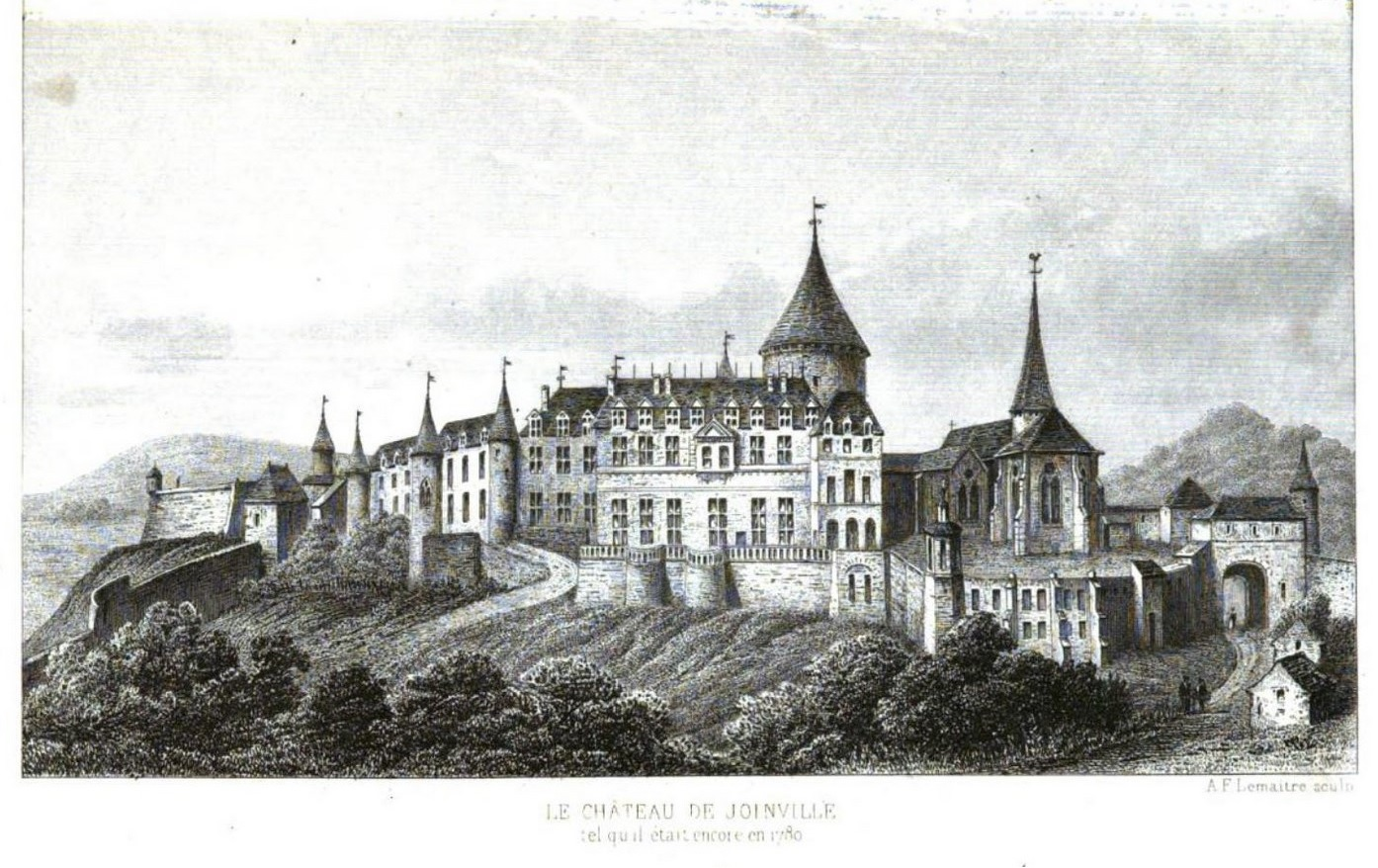
Dessin du château de Joinville tel qu'il pouvait être en 1780.
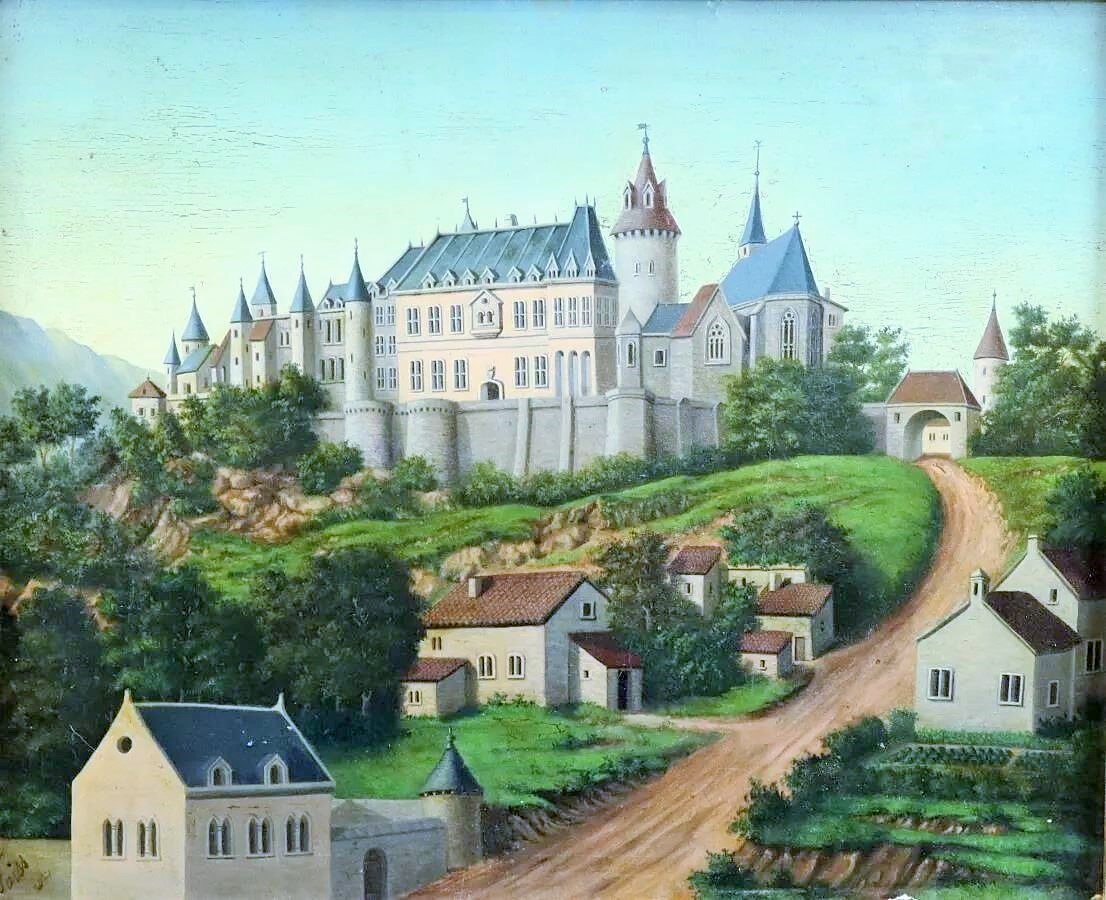
Vue du château de Joinville, peinture naïve, XIXe siècle, coll. part.